# What’s My Name (Circuit City Exclusive)
What’s My Name (Circuit City Exclusive) to singel amerykańskiego rapera DMX-a wydany 1 września 2007 roku. Wydany przez Polygram International. 1